# راشيل زيغلر
راشيل زيغلر هي ممثلة، مغنية ويوتيوبر أمريكية ولدت في 3 مايو 2001.

## الأعمال

### أفلام
| السنة | الفيلم                                        | الدور          |
| ----- | --------------------------------------------- | -------------- |
| 2021  | قصة الحي الغربي                               | ماريا          |
| 2023  | شازم!: غضب الألهة                             | أنثيا          |
| 2023  | مباريات الجوع: أغنية الطيور المغردة والثعابين | لوسي غراي بيرد |
| 2024  | Y2K                                           | لورا           |
| 2024  | Spellbound                                    | الأميرة إليان  |
| 2025  | بياض الثلج                                    | سنو وايت       |